# Diplotaxodon aeneus
Diplotaxodon aeneus är en fiskart som beskrevs av Turner och Stauffer, 1998. Diplotaxodon aeneus ingår i släktet Diplotaxodon och familjen Cichlidae. IUCN kategoriserar arten globalt som livskraftig. Inga underarter finns listade i Catalogue of Life.